# Analizzatore di impedenza
Un analizzatore di impedenza è un tipo di strumento di misura utilizzato per stimare l'impedenza in funzione della frequenza di prova. 
L'impedenza è un parametro utilizzato per caratterizzare i componenti elettronici, i circuiti elettronici ed i materiali utilizzati per realizzare i componenti. L'analisi dell'impedenza può anche essere utilizzata per caratterizzare materiali che presentano comportamenti dielettrici come tessuti biologici, prodotti alimentari o campioni geologici. 
Gli analizzatori di impedenza sono disponibili in tre distinte implementazioni hardware: insieme queste tre implementazioni possono analizzare dalle frequenze ultra-basse alle frequenze ultra-alte e possono misurare impedenze che vanno da µΩ a TΩ. 

## Tipologie
Gli analizzatori di impedenza sono una classe di strumenti che misurano l'impedenza in funzione della frequenza. Ciò comporta la misurazione sensibile alla fase di corrente e tensione applicata ad un dispositivo in prova, mentre la frequenza di misurazione viene variata nel corso della misurazione. Le specifiche chiave di un analizzatore di impedenza sono: la gamma di frequenza, l'intervallo utile di impedenza, la precisione assoluta della misura e la precisione dell'angolo di fase. Ulteriori specifiche includono la capacità di applicare la polarizzazione di tensione e la polarizzazione di corrente durante la misurazione e la velocità di misura.
Gli analizzatori di impedenza in genere offrono misure di impedenza altamente accurate, ad esempio con una precisione di base fino allo 0,05% ed un intervallo di misurazione della frequenza da µHz a GHz. I valori di impedenza possono variare da µΩ a TΩ, mentre la precisione dell'angolo di fase è nell'ordine dei 10 millidegree. I parametri di impedenza misurati comprendono l'impedenza assoluta, la parte reale e immaginaria dell'impedenza misurata, e la fase tra la tensione e la corrente. I parametri di impedenza derivati dal modello come conduttanza, induttanza e capacità vengono calcolati sulla base di un modello di circuito sostitutivo e successivamente visualizzati. 
Anche i misuratori LCR forniscono funzionalità di misurazione dell'impedenza, in genere con precisione simile ma gamma di frequenza inferiore. La frequenza di misurazione dei misuratori LCR è generalmente fissa anziché variabile e non può essere visualizzata graficamente. 
Gli analizzatori di impedenza commerciali si basano su tre distinte implementazioni hardware: 
| Metodo                                      | Intervallo di frequenza | Gamma di impedenza | Precisione base |
| ------------------------------------------- | ----------------------- | ------------------ | --------------- |
| Direct IV (Direct current-voltage)          | µHz - 50 MHz            | 10 µΩ - 100 TΩ     | 0.05%           |
| ABB (ponte autobilanciato)                  | 20 Hz - 120 MHz         | 10 mΩ - 100 MΩ     | 0.05%           |
| RF-IV (tensione-corrente in radiofrequenza) | 1 MHz - 3 GHz           | 100 mΩ - 100 kΩ    | 1%              |

Una quarta implementazione, il Vector Network Analyzer (VNA), può essere considerata uno strumento diverso. Contrariamente agli analizzatori di impedenza, anche i VNA misurano l'impedenza, ma di solito a frequenze molto più elevate e con una precisione molto inferiore rispetto agli analizzatori di impedenza.

## Applicazioni
Gli analizzatori di impedenza hanno una vasta gamma di applicazioni, tra cui: analisi dei materiali, caratterizzazione dei dispositivi, test dei componenti e bioimpedenza. 

## Grafico di reattanza
La maggior parte degli analizzatori di impedenza sono dotati di un diagramma di reattanza che mostra i valori di reattanza capacitiva XC e reattanza induttiva XL per una data frequenza. L'accuratezza dello strumento è trasposta sul grafico per consentire all'utente di vedere rapidamente quale accuratezza può aspettarsi per una determinata frequenza e reattanza. 